# Ruinas
Ruinas (sardisk: Arruìnas) er en by og en kommune (comune) i provinsen Oristano i regionen Sardinien i Italien. Byen ligger i 359 meters højde og har 667 indbyggere (2016). Kommunen har et areal på 30,46 km² og grænser til kommunerne Allai, Asuni, Mogorella, Samugheo, Siamanna, Villa Sant'Antonio og Villaurbana.